# 大安寺駅

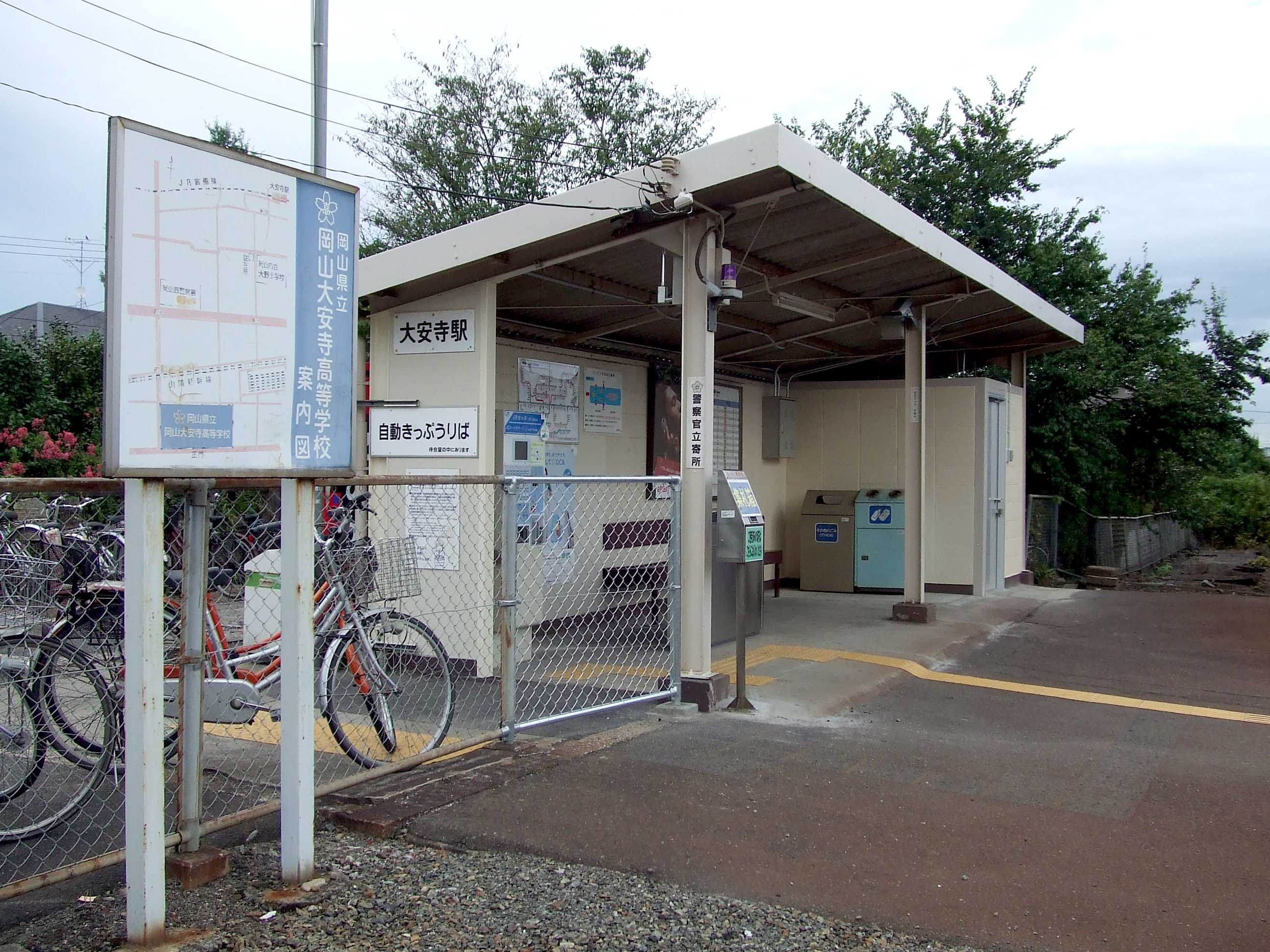
駅舎（2007年9月）

大安寺駅（だいあんじえき）は、岡山県岡山市北区大安寺中町にある、西日本旅客鉄道（JR西日本）吉備線（桃太郎線）の駅である。駅番号はJR-U03。

## 歴史
- 1914年（大正3年）2月25日：仮停留場として開設[1]。
- 1915年（大正4年）7月1日：停留場に昇格[1]。
- 1925年（大正14年）：畳表問屋の間野氏が畳表輸送用に長いプラットホームを新設。
- 1928年（昭和3年）11月23日：正式な駅に昇格[1]。
- 1944年（昭和19年）6月1日：中国鉄道鉄道部門が国有化、国鉄吉備線の駅となる[1]。
- 1971年（昭和46年）11月1日：荷物扱いを廃止[2]し、簡易委託駅化[3]。
- 1987年（昭和62年）4月1日：国鉄分割民営化に伴い、JR西日本の駅となる[1]。
- 2007年（平成19年）
  - 7月26日：ICOCA対応の簡易型自動改札機を設置。
  - 9月1日：ICカード「ICOCA」の利用が可能となる。

## 駅構造
島式ホーム1面2線を有する列車交換可能な地上駅。両ホームは構内踏切で連絡している。
岡山駅管理の無人駅。ICOCA利用可能駅であり、ICOCA相互利用対象であるPiTaPa（スルッとKANSAI協議会）も利用可能。ホームから構内踏切を渡った先に待合スペース程度の駅舎があり、そこに簡易型自動改札機と、ICOCAホルダー完備の自動券売機が置かれている。また男女共用の水洗式便所が駅舎を出た所に設置されている。

### のりば
| のりば | 路線     | 方向 | 行先               |
| ------ | -------- | ---- | ------------------ |
| 1      | 桃太郎線 | 上り | 岡山行き           |
| 2      | 桃太郎線 | 下り | 備中高松・総社方面 |

- 上記の路線名は旅客案内上の呼称（愛称）で記載している。長らくのりば番号が存在しなかったが、路線愛称制定に合わせて設定された。
- 駅掲示時刻表では「総社方面」「岡山方面」としか書かれていないが、岡山駅の駅掲示時刻表では「備中高松・総社方面」という記載も見られるため、下りについてはそれに合わせて「備中高松」を入れた。また、岡山方面はすべて岡山行きでかつ他線区に乗り入れていないので、岡山行きと表記する。

## 利用状況
近年の1日平均乗車人員の推移は以下の通り。
| 乗車人員推移 | 乗車人員推移 |
| 年度         | 1日平均人数  |
| ------------ | ------------ |
| 1999         | 317          |
| 2000         | 312          |
| 2001         | 346          |
| 2002         | 341          |
| 2003         | 351          |
| 2004         | 356          |
| 2005         | 339          |
| 2006         | 266          |
| 2007         | 277          |
| 2008         | 270          |
| 2009         | 272          |
| 2010         | 256          |
| 2011         | 261          |
| 2012         | 276          |
| 2013         | 286          |
| 2014         | 301          |
| 2015         | 318          |
| 2016         | 335          |
| 2017         | 343          |
| 2018         | 341          |
| 2019         | 345          |
| 2020         | 288          |
| 2021         | 312          |

## 駅周辺
周辺は住宅密集地となっており道路も狭い。当駅から400m程南を並行する岡山県道242号川入巌井線沿いにはロードサイド型店舗が多い。なお、当駅と同じ「大安寺」とつく岡山県立岡山大安寺中等教育学校は当駅から1kmほど離れている。同校へは山陽本線北長瀬駅からのアクセスが便利である。
- 博多総合車両所岡山支所（旧岡山新幹線運転所）
- 岡山市立大野小学校
- 岡山県岡山西警察署
- 岡山市西消防署
- 大安寺[5]
- 岩根山太然寺[6]
- エブリイ岡山大安寺店

## 隣の駅
西日本旅客鉄道（JR西日本）
 桃太郎線（吉備線）
備前三門駅 (JR-U02) - 大安寺駅 (JR-U03) - 備前一宮駅 (JR-U04)